# I Всесоюзный съезд Советов
I Всесоюзный съезд Советов — съезд представителей Советов рабочих, крестьянских и красноармейских депутатов, состоявшийся 30 декабря 1922 года в Москве. В съезде приняли участие 2215 делегатов (1727 от РСФСР, 364 от УССР, 91 от ЗСФСР, 33 от БССР). Председателем съезда был избран Калинин, однако почётным председателем съезда был избран Ленин, не присутствовавший на съезде из-за болезни. 94,1 % делегатов были большевики, 5,7% - беспартийные, 2 левых социал-федералистов Кавказа, 1 анархист, 2 члена еврейской социал-демократической партии.
Съезд утвердил Декларацию и Договор об образовании нового государства — Союза Советских Социалистических республик (СССР). В СССР объединились 4 государства: Российская СФСР, Украинская ССР, Белорусская ССР, Закавказская СФСР (СФСР — социалистическая федеративная советская республика). Кроме того, съезд избрал ЦИК СССР.

## Порядок дня
1. Рассмотрение Декларации об образовании СССР. Докладчик — И. В. Сталин.
2. Рассмотрение Договора об образовании СССР. Докладчик — И. В. Сталин.
3. Выборы ЦИК СССР. Докладчик — А. С. Енукидзе.

## Решения съезда

### На съезде избраны
- Центральный исполнительный комитет СССР (однопалатный, всего в составе 371 члена)

### Принятые документы
- Приветствие почётному председателю I Съезда Советов СССР — тов. В. И. Ленину
- Декларация об образовании СССР
- Договор об образовании СССР
- Постановления:

1. Об утверждении декларации и договора об образовании СССР
2. Об основании дома СССР
3. О создании Центрального Народного Института Сельского Хозяйства
4. О праздновании дня образования Союза Советских Социалистических Республик

## Основной итог съезда
- Образование Союза Советских Социалистических Республик